# Studebaker Big Six

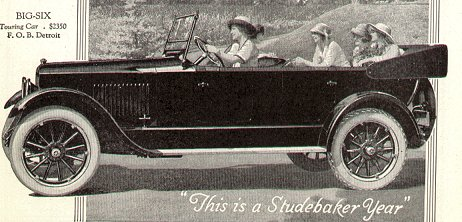
Zeitschriftenwerbung aus dem Jahre 1920 für den Studebaker Big Six Touring

Der Studebaker Big Six – auch Modell EG genannt – war ein PKW, der von der Studebaker Corporation in South Bend (Indiana) von 1918 bis 1926 hergestellt wurde. Ab dem Modelljahr 1927 hieß das Modell Big Six Studebaker President. Der Big Six war die größte und luxuriöseste Modellreihe der Firma.

## Beschreibung
Zwischen 1918 und 1920 wurde der Big Six nur als 4-türiger Tourenwagen angeboten, was damals die üblichste Aufbauart war. Aber die Preise geschlossener Wagen sanken und die Kunden erkannten die Vorteile eines geschlossenen oder halb geschlossenen Aufbaus und so waren ab 1921 verschiedene andere Karosserien erhältlich. Im Modelljahr 1926 bot man sogar so besondere Aufbauten wie den Phaeton mit zwei Verdecken und die "Berlina"-Limousine an.
1918 und 1919 wurden die Big Six von Studebakers Reihensechszylindermotor mit 5801 cm³ angetrieben, der 60 bhp (44 kW) bei 2000/min. leistete. 1926 leistete der Motor bei unverändertem Hubraum bereits 75 bhp (55 kW) bei 2400/min. Auch der Radstand wuchs in dieser Zeit beträchtlich von 3048 mm 1918 auf 3226 mm (langer Radstand) 1926. Der kurze Radstand war aber weiterhin verfügbar.
Auf der New York Auto Show von 1924 zeigte Studebaker einen Big Six von 1918, der nachweislich einen Meilenstand von 500.000 (801.000 km) aufwies und so die Ausdauer und Zuverlässigkeit der Studebaker-Automobile unter Beweis stellte.
Die Studebaker-Modelle von 1918 stellten für die Firma einen wichtigen Meilenstein dar, da sie für die Auflösung der Zusammenarbeit mit der Everitt-Metzger-Flanders Company standen, die nicht allzu erfolgreich verlief.
1927 erhielten die Modelle den Übergangsnamen Big Six President, denn Studebaker stellte seine bis dahin motorbezogenen Modellbezeichnungen auf eingängigere Namen um. So wurden auch der Standard Six zum Dictator und der Special Six zum Commander. Beim Big Six President wurde 1928 der berühmte Studebaker-V8-Motor mit 5129 cm³ Hubraum eingeführt, der 100 bhp (74 kW) Höchstleistung entwickelte und den alten Namen Big Six vergessen ließ.